# Samu Castillejo
Samuel "Samu" Castillejo Azuaga (Málaga, 18 de janeiro de 1995) é um futebolista espanhol que atua como ponta-direita. Atualmente, joga no Johor DT.

## Carreira
Samu Castillejo foi revelado pelo Málaga, onde atuou até 2015.

## Títulos
Milan
- Campeonato Italiano: 2021–22